# Zaladdzie (obwód homelski)
Zaladdzie (biał. Заляддзе; ros. Залядье, Zaladje) – osiedle na Białorusi, w obwodzie homelskim, w rejonie homelskim, w sielsowiecie Ułukauje, nad Ipucią.